# Indolpium intermedium
Indolpium intermedium är en spindeldjursart som beskrevs av E.N. Murthy och Taracad Narayanan Ananthakrishnan 1977. Indolpium intermedium ingår i släktet Indolpium och familjen Olpiidae. Inga underarter finns listade i Catalogue of Life.